# Rover Company

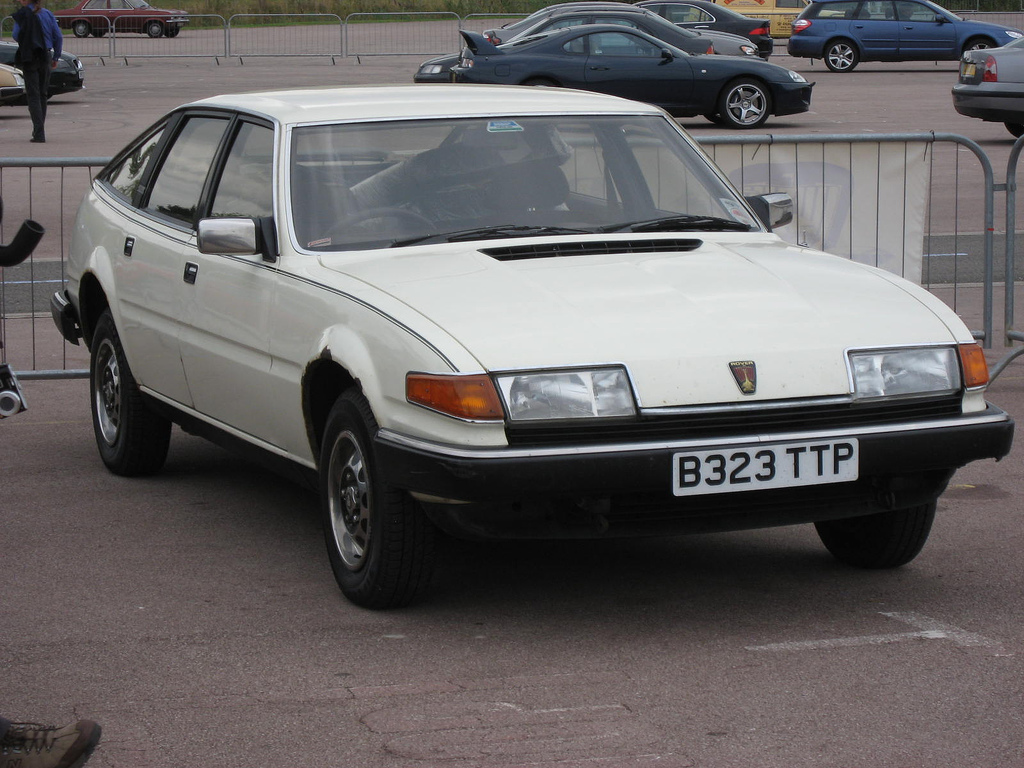
Rover SD1

Rover Company fue una empresa inglesa dedicada a la fabricación de automóviles, radicada en Solihull, Warwickshire. Como compañía independiente, produjo sus propios automóviles de gama media y alta entre 1904 y 1967.
Su reputación de calidad, fiabilidad y rendimiento era tal, que su primer modelo de posguerra fue calificado por la revista Road & Track, en 1952, como "mejor que cualquier otro coche, con la excepción de un Rolls-Royce". A partir de 1948, también fabricaron el Land Rover, que se convirtió en el producto más exitoso y rentable de la firma, y finalmente Land Rover pasó a ser una marca separada por derecho propio.

## Historia

### Antes de los coches
Después de desarrollar una estructura empresarial alrededor de "Rover Safety Bicycle" de 1885, una de las primeras bicicletas modernas de venta masiva, la compañía se orientó hacia la industria automotriz.
Comenzó a construir motocicletas y, poco después, automóviles que utilizaban como emblema su reconocible insignia del barco vikingo desde 1904. Toda la producción se trasladó a la planta de Solihull después de la Segunda Guerra Mundial. Los vehículos Land Rover se concibieron en 1948 y se agregaron a la gama Rover.

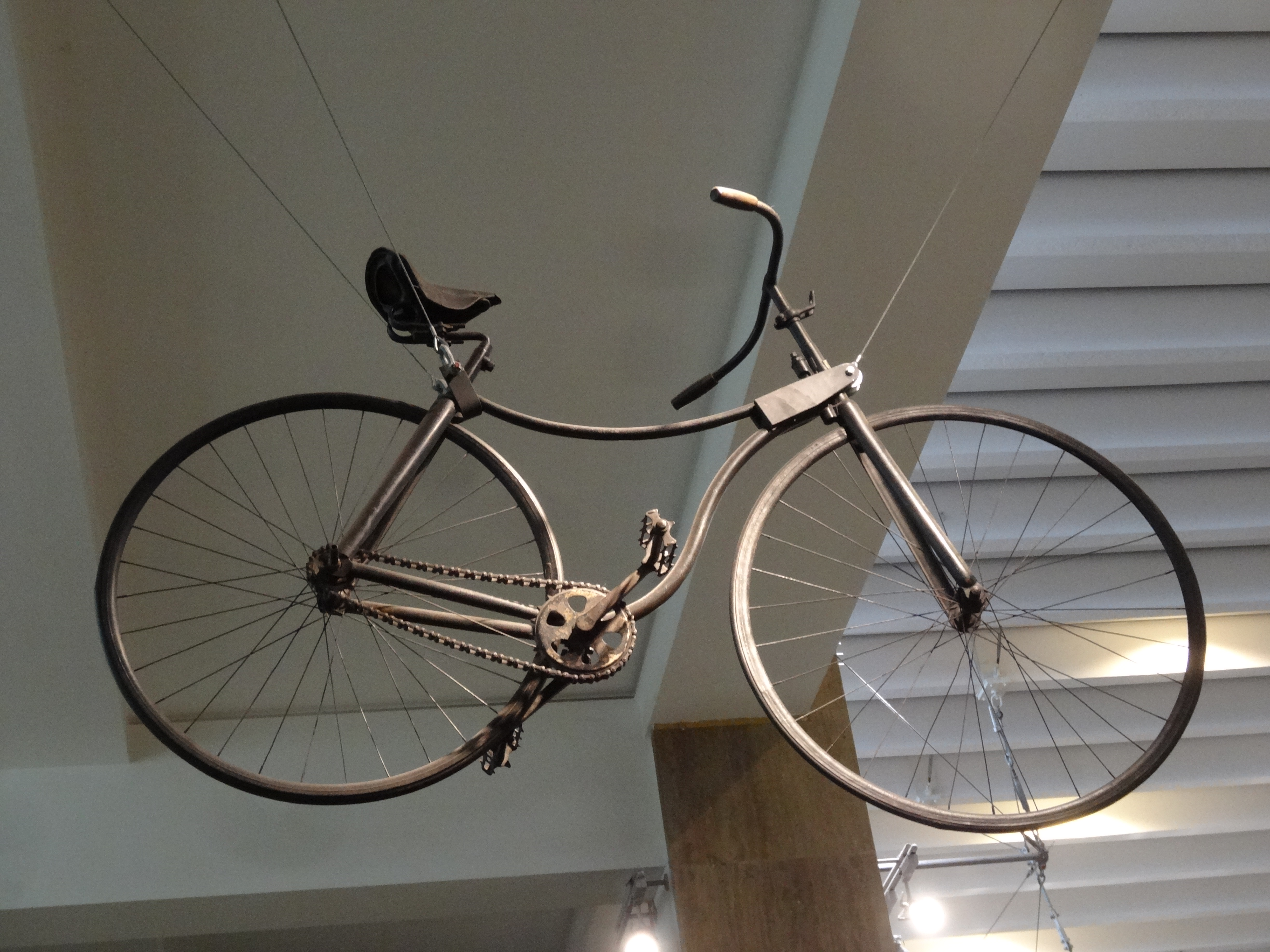
Bicicleta de seguridad Rover de 1885, descrita por los historiadores como la primera bicicleta moderna

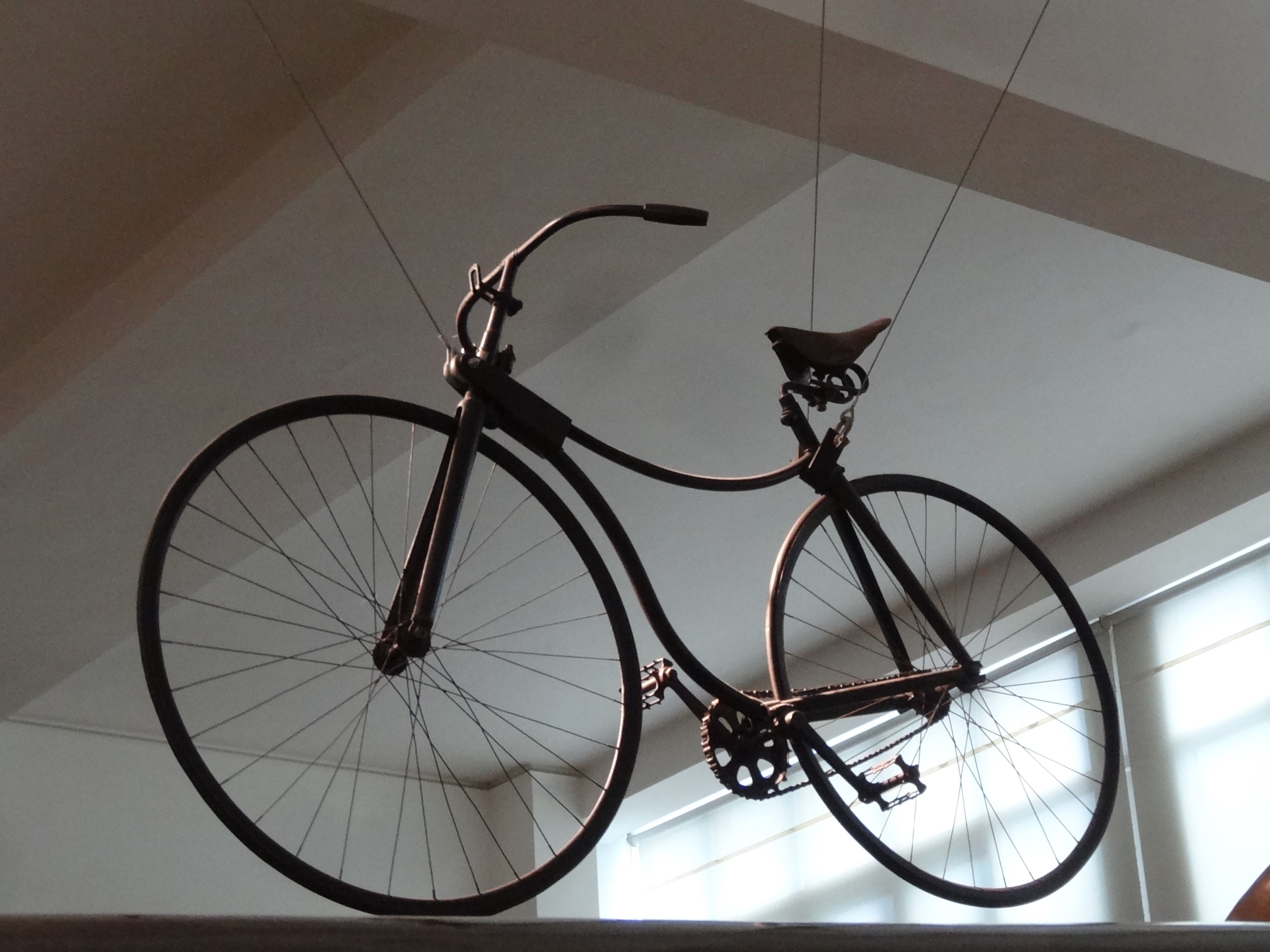
Lado izquierdo

El primer Rover fue un triciclo fabricado en 1883 por Starley & Sutton Co. de Coventry. La compañía fue fundada por John Kemp Starley y William Sutton en 1878. Starley había trabajado anteriormente con su tío, James Starley (padre de la producción industrial y de la venta masiva de vehículos de dos ruedas sin motor) que comenzó fabricando primero máquinas de coser y, a partir de 1869, bicicletas.
A principios de la década de 1880, los vehículos de dos ruedas disponibles eran los biciclos y los triciclos de ruedas altas, relativamente peligrosos. J.K. Starley hizo historia en 1885, al producir la bicicleta de seguridad Rover, una verdadera bicicleta moderna con tracción en la rueda trasera por cadena y con dos ruedas de tamaño similar, lo que la hacía mucho más estable que los diseños anteriores de ruedas altas. La revista "Cycling Magazine" publicó que Rover había "establecido un patrón para el mundo". Esta frase fue utilizada en su publicidad durante muchos años. La Rover de Starley suele ser descrita por los historiadores como la primera bicicleta moderna, reconocible como tal.
Las palabras para decir "bicicleta" en polaco (rower) y en bielorruso (ро́вар, rovar) se derivan del nombre de la empresa. La palabra ровер (rover) también se usa en muchas partes de Ucrania occidental para designar a la bicicleta.
En 1889, la empresa se convirtió en "J.K. Starley & Co. Ltd.". A finales de la década de 1890, cambió a "Rover Cycle Company Ltd."

### Motocicletas Rover
En 1899, John Starley importó algunas de las primeras motocicletas Peugeot de Francia para su desarrollo experimental. Su primer proyecto fue instalar un motor en una de sus bicicletas Rover. Starley murió a principios de octubre de 1901 a la edad de 46 años y el empresario H. J. Lawson se hizo cargo del negocio.

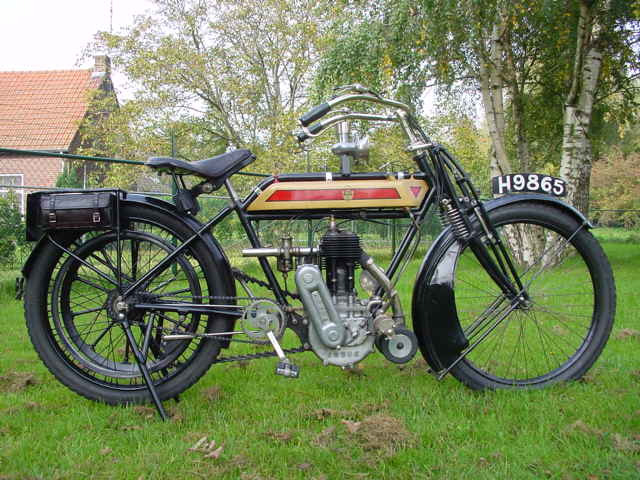
Rover de 3 velocidades de 1912

La compañía desarrolló y produjo la motocicleta Rover Imperial en noviembre de 1902, un diseño con cuadro en forma de diamante de 3.5 CV, con el motor en el centro y las horquillas delanteras del tipo 'springer' que se adelantaron a su tiempo. Esta primera motocicleta Rover tenía características innovadoras, como un carburador con pulverización de la mezcla, un motor de soporte inferior y válvulas operadas mecánicamente. Con un cuadro fuerte con doble tubo frontal y un acabado de buena calidad, se vendieron más de mil motocicletas Rover en 1904. Sin embargo, al año siguiente, Rover detuvo la producción de motocicletas para concentrarse en su 'bicicleta de seguridad', pero, en 1910, el diseñador John Greenwood fue encargado de desarrollar un nuevo motor de 3.5 CV y 500cc con taqués armados con muelles, una magneto Bosch y una innovadora cadena de transmisión de dientes invertidos. Disponía de un carburador Brown & Barlow y horquillas flexibles Druid. Este nuevo modelo se lanzó en el Salón Olympia en 1910 y se vendieron más de 500 unidades.
En 1913, se lanzó un modelo 'TT' con una distancia entre ejes más corta y manillar deportivo. Dudley Noble y Chris Newsome ganaron el premio al mejor equipo de trabajo con sus colaboradores.

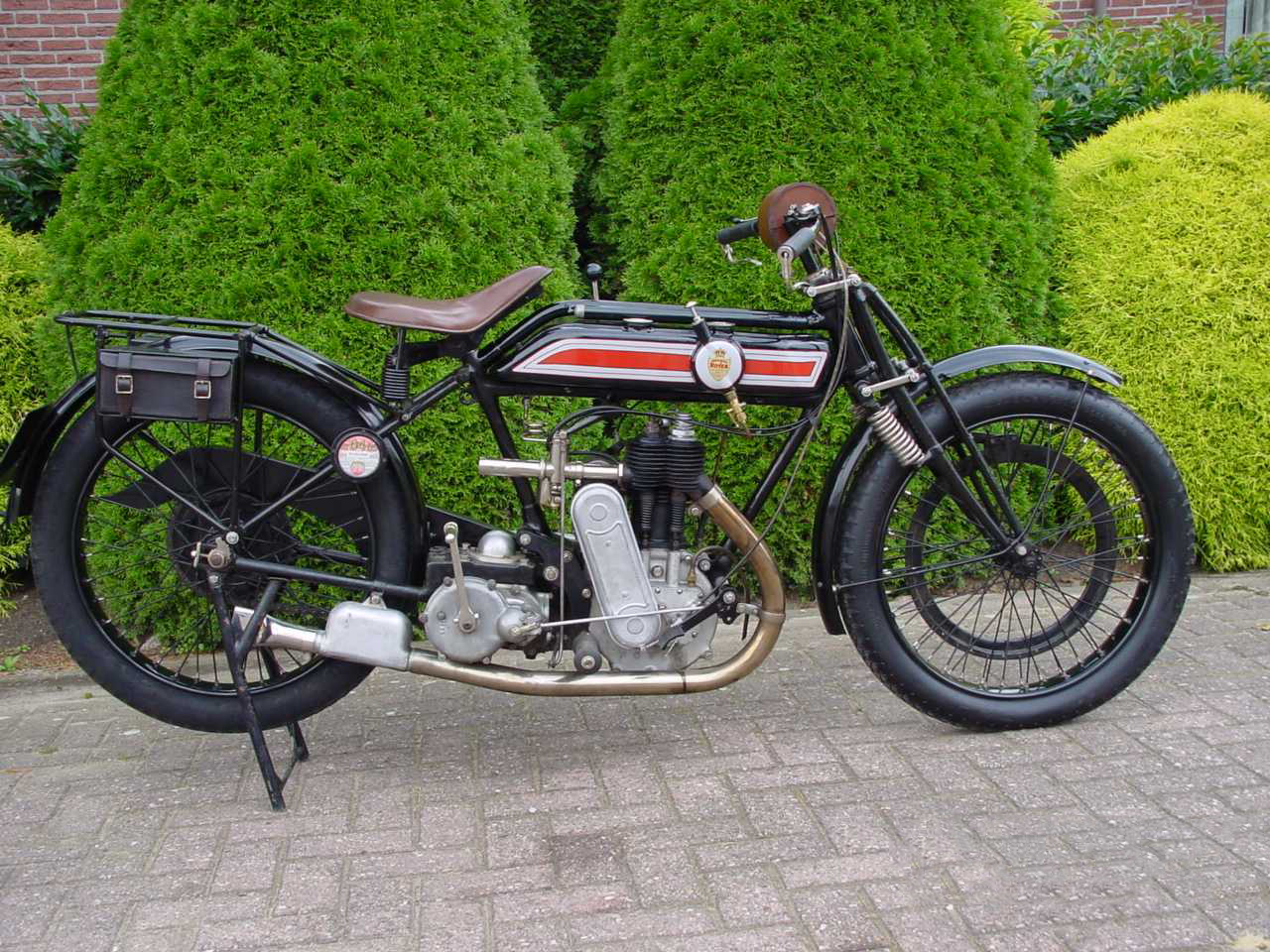
Rover 500 cc (1920)

Rover suministró motocicletas monocilíndricas de 499cc al Ejército Imperial Ruso durante la Primera Guerra Mundial. La compañía comenzó a centrarse en la producción de automóviles al final de la guerra, pero Rover todavía producía motocicletas con motores JAP de 248cc y de 348cc, y también un modelo con motor bicilíndrico en V de 676cc. En 1924, Rover presentó una nueva motocicleta ligera de 250cc con el motor y la caja de cambios en el mismo bloque. Disponía de luces delanteras y traseras, así como de un nuevo diseño de frenos internos expandibles.
Las malas ventas hicieron que Rover pusiera fin a la producción de estas máquinas, y se concentrara únicamente en la producción de automóviles. Entre 1903 y 1924, Rover había producido más de 10.000 motocicletas.

### Los primeros coches Rover

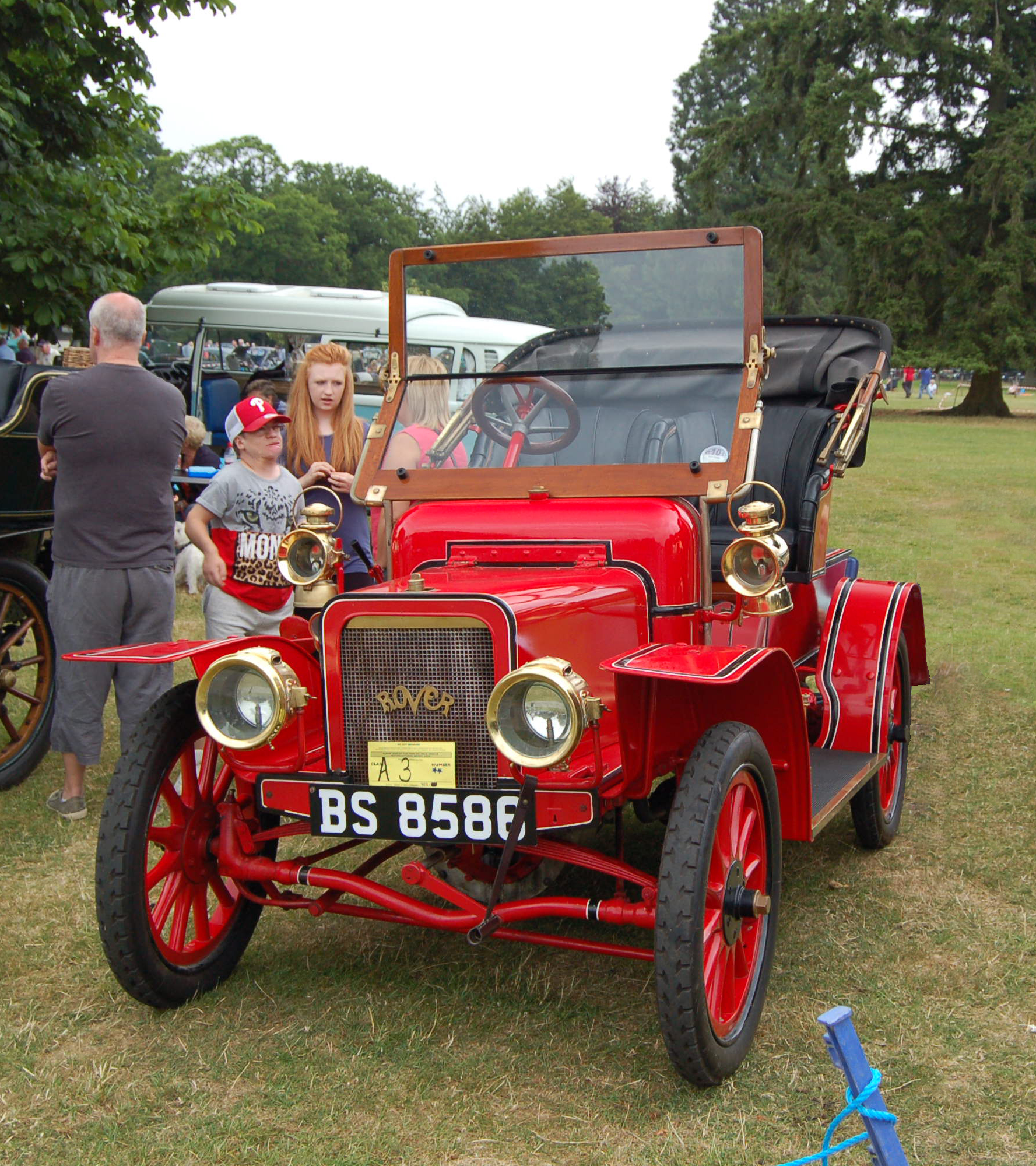
1906 Six descubierto de dos asientos

En 1888, Starley construyó un coche eléctrico, pero nunca se puso en producción.
Tres años después de la muerte de Starley, en 1901, la compañía fue adquirida por H. J. Lawson, y Rover comenzó a producir automóviles, lanzando el Rover 8 biplaza según los diseños de Edmund Lewis, procedente de Daimler como Lawson. Lewis dejó la compañía para unirse a Siddeley-Deasy a finales de 1905.

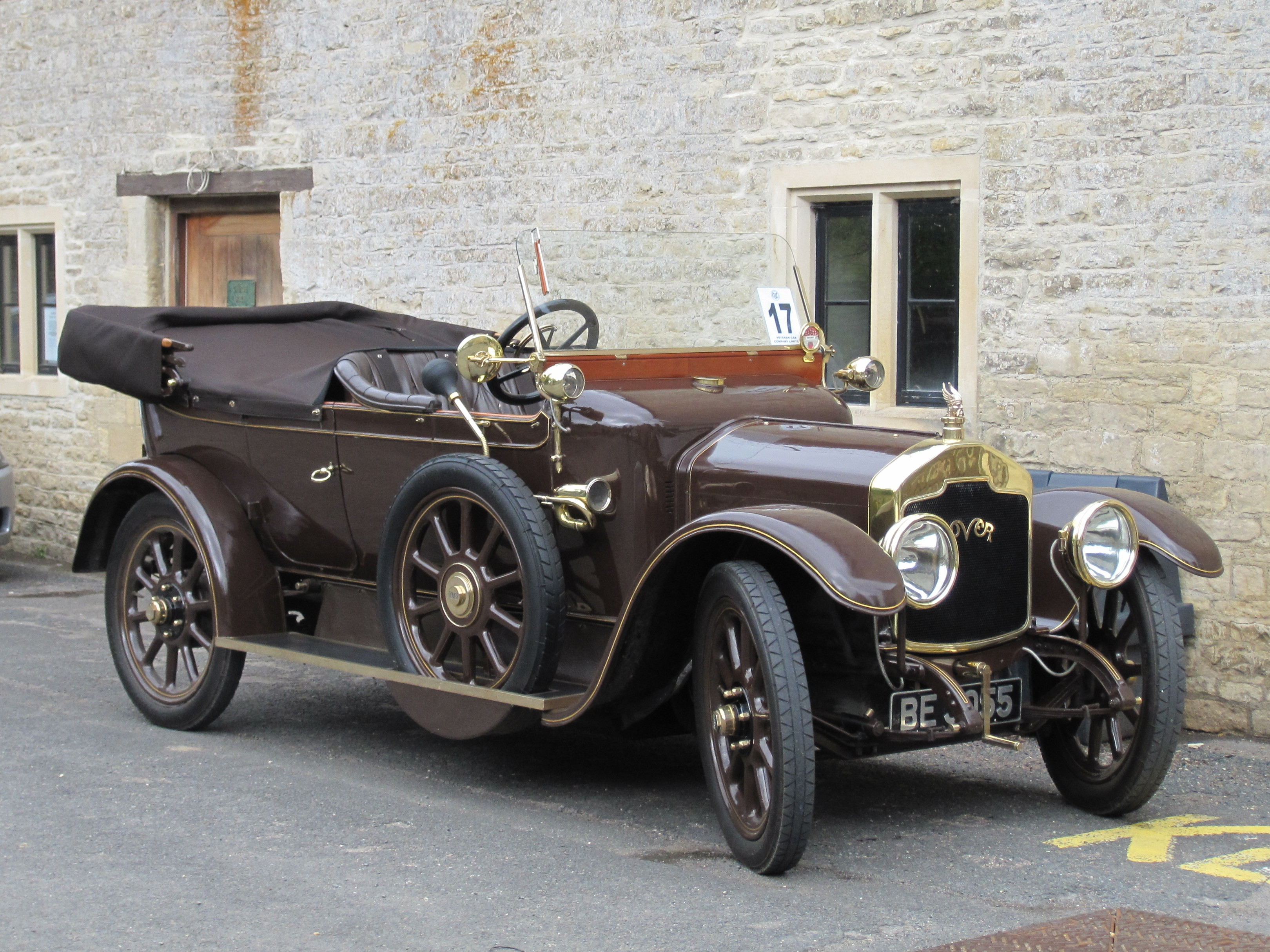
Twelve turismo descubierto, diseñado por Clegg (1914)

Finalmente fue reemplazado por Owen Clegg, que se había incorporado a la compañía en 1910, procedente de Wolseley, y comenzó a reformar la gama de productos. Se abandonaron los breves experimentos con motores de válvulas de camisa, y se introdujo el modelo Rover 12 en 1912. Este automóvil tuvo tanto éxito que todos los demás modelos se cancelaron y, durante un tiempo, Rover siguió una política de "modelo único". Clegg abandonó la compañía en 1912 para unirse a la filial francesa de Darracq.
Durante la Primera Guerra Mundial, Rover produjo motocicletas, camiones, según los diseños de Maudslay Motor Company, y, al no tener un modelo propio, ambulancias diseñadas por Sunbeam.

### Reestructuración y reorganización
El negocio no tuvo mucho éxito durante la década de 1920 y no pagó dividendos desde 1923 hasta mediados de la década de 1930. En diciembre de 1928, el presidente de Rover informó a los accionistas de una reducción de capital del 60% del valor de la compañía, reconociendo la acumulación de las sustanciales pérdidas entre 1923 y 1928, junto con los costos de la reorganización del año en curso.
Durante 1928, Frank Searle fue nombrado director general para supervisar la recuperación de Rover. Searle era un ingeniero con experiencia en la industria del motor procedente de Daimler, y recientemente había sido director general de Imperial Airways.

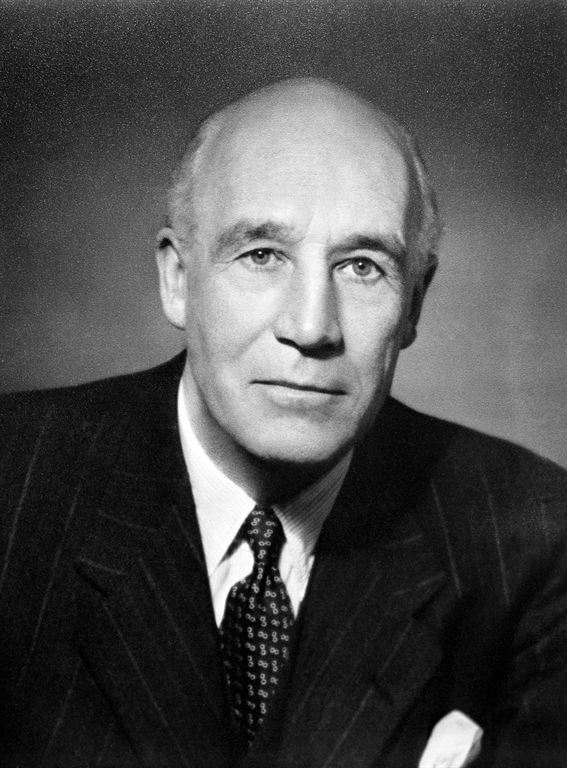
Spencer Wilks

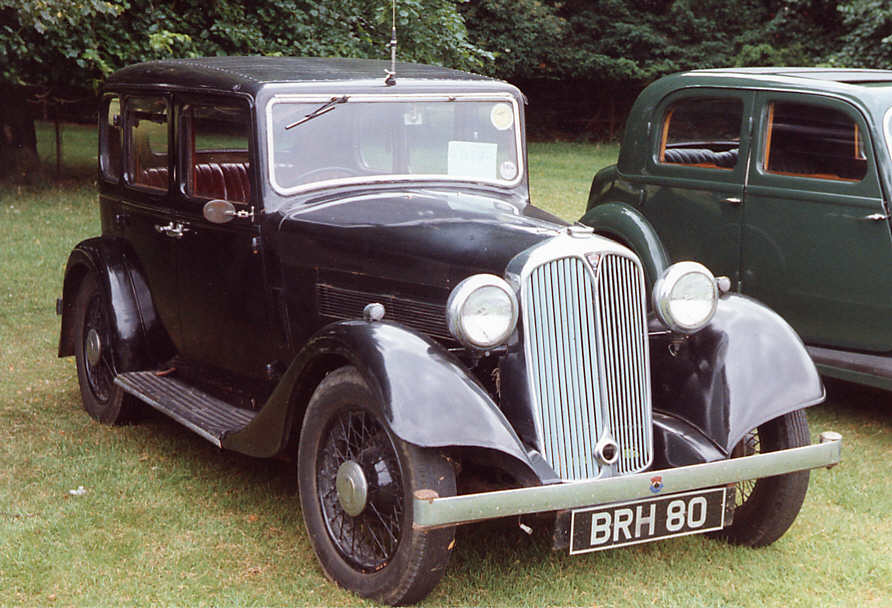
Ten 6-ligero salón de 1936, el primer coche desarrollado tras la incorporación a la compañía Rover de los hermanos Wilks

Recomendó contratar a Spencer Wilks, procedente de Hillman, como gerente general, quien sería nombrado miembro del consejo en 1929. Ese año, Searle separó la empresa "Midland Light Car Bodies" de Rover, en un intento de ahorrar dinero a la compañía y dio órdenes a Robert Boyle y a Maurice Wilks para que diseñaran un nuevo automóvil pequeño.
Este nuevo modelo fue el Rover Scarab, con un motor refrigerado por aire de dos cilindros en V. Anunciado en 1931, se mostró una versión en el Salón Olympia, pero no entró en producción.
Durante este tiempo, se introdujo el Rover 10/25, con carrocerías fabricadas por la Pressed Steel Company, que también se utilizarían en el Hillman Minx anterior a la Segunda Guerra Mundial. Hasta entonces, Rover había sido un gran partidario de las carrocerías Weymann por su gran ligereza, pero acabaron pasando de moda por la demanda de superficies brillantes y de formas más curvas. A pesar de todo, las carrocerías Weymann permanecieron en el catálogo de la fábrica hasta 1933.
Frank Searle y Spencer Wilks se dispusieron a reorganizar la compañía y a mejorarla para satisfacer a las personas que querían algo "superior" a los Ford y a los Austin. En 1930, a Spencer Wilks se le unió su hermano Maurice, que también había estado en Hillman como ingeniero jefe. Spencer Wilks se quedaría en la compañía hasta 1962, y su hermano hasta 1963.
La compañía produjo ganancias en 1929 y 1930, pero con la recesión económica en 1931, Rover informó de pérdidas por 77.529 libras. En 1932, se produjo una pérdida de 103.000 libras, pero, tras una reorganización, se obtuvo un beneficio de 46.000 libras en 1933. Aquel año se cerraron las nuevas instalaciones de ensamblaje de Australia y de Nueva Zelanda.
Frank Searle dejó el consejo de la empresa casi a finales de 1931, con sus objetivos cumplidos.
Sobre la base de éxitos como vencer al Tren azul por primera vez en 1930, los hermanos Wilks situaron a Rover como una compañía con el beneplácito de la casa real, de la aristocracia y de los gobiernos europeos; y entre sus clientes figuraban miembros de la clase media alta y numerosos personajes populares.

### La Segunda Guerra Mundial y los reactores

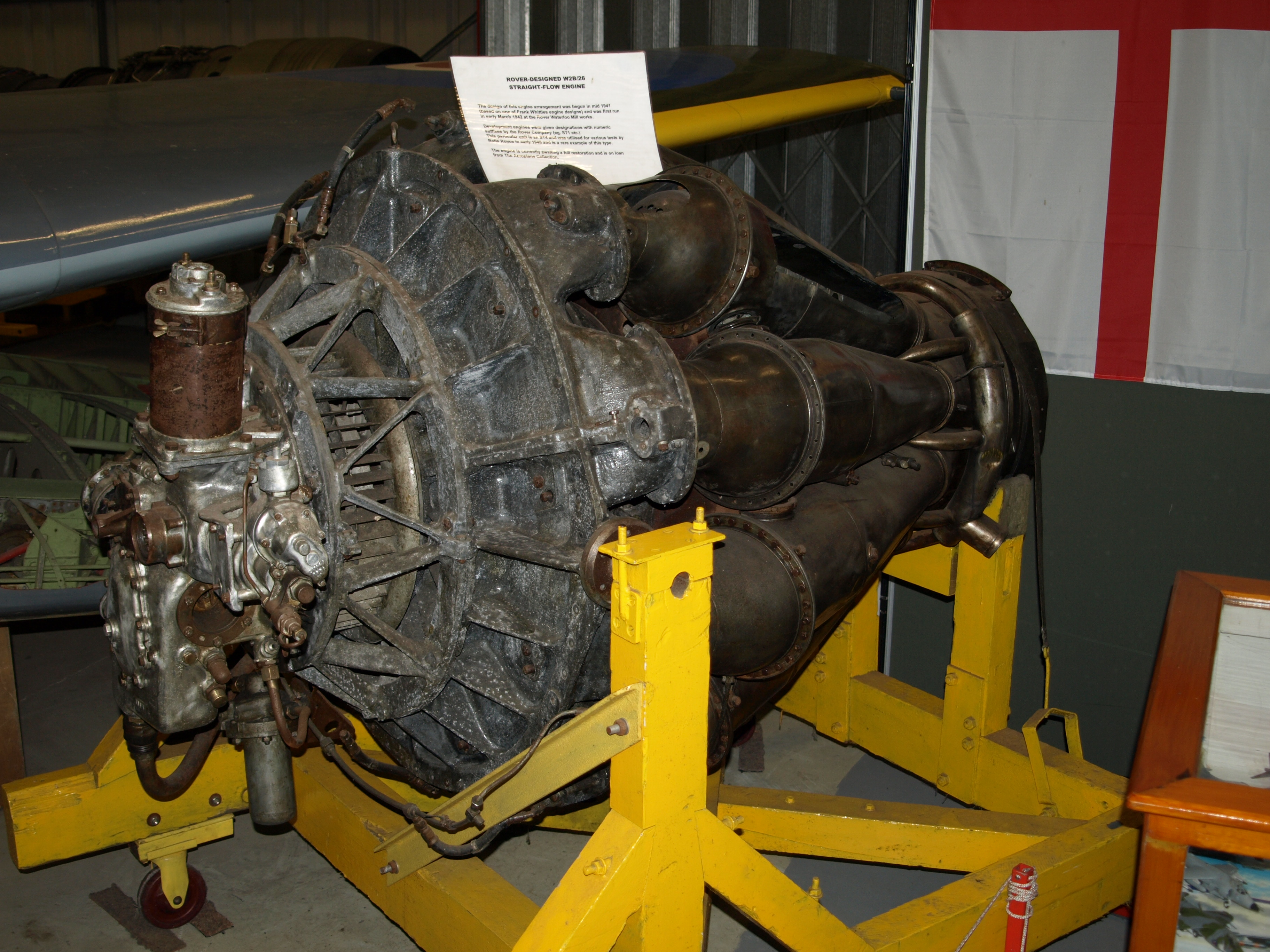
Un reactor Rover W.2B/26 exhibida en el Museo del Aire Midland. Este diseño pasaría a ser el Rolls-Royce Derwent

A fines de la década de 1930, anticipándose a las posibles hostilidades que se convertirían en la Segunda Guerra Mundial, el gobierno británico inició un programa de rearme, y como parte de este plan, se construyeron numerosas "factorías en la sombra", financiadas por el gobierno pero gestionadas y administradas por empresas privadas. Rover estuvo a cargo de dos: una, en Acocks Green, Birmingham, comenzó a funcionar en 1937, y la segunda, más grande, en Solihull, comenzó la producción en 1940. Ambas trabajaron en la fabricación de motores aeronáuticos y fuselajes. La sede principal originalmente en Helen Street, Coventry, fue severamente dañada por los bombardeos alemanes de 1940 y de 1941, y nunca recuperaron la producción al completo.

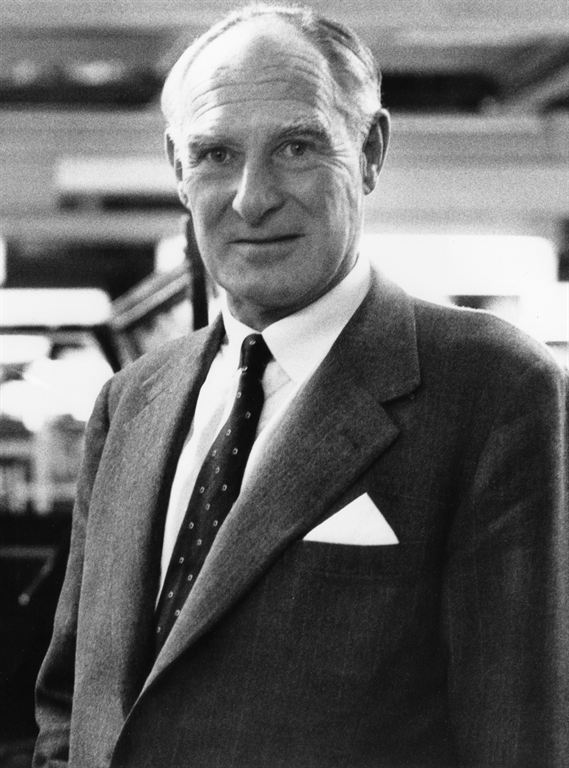
Maurice Wilks

A principios de 1940, Frank Whittle se dirigió a Rover solicitando que trabajara para su compañía, la Power Jets Ltd. Esto llevó a una propuesta de Power Jets en la que Rover aportaría 50.000 libras de capital a cambio de acciones en Power Jets. Rover se puso en contacto con el Ministerio del Aire con respecto a la propuesta, que finalmente llevó a un acuerdo entre Rover y el antiguo contratista de Power Jets, British Thomson-Houston, para desarrollar y producir el motor a reacción de Whittle. El Ministerio del Aire había dejado a Whittle y a Power Jets fuera de estas negociaciones. El ingeniero jefe de Rover, Maurice Wilks, dirigió el equipo para desarrollar el motor, mejorando el rendimiento sobre el diseño original de Whittle.
Los primeros motores de prueba para el diseño del W.2B se construyeron en una antigua fábrica de algodón en Barnoldswick, Lancashire, a la que se trasladó Rover en junio de 1941 (y también a Waterloo Mill, en Clitheroe). Las pruebas comenzaron a finales de octubre de 1941.
La necesidad de mayor experiencia dentro del proyecto, junto con las difíciles relaciones entre la administración de Rover y Frank Whittle (no menos importante, porque Rover bajo la aprobación del Ministerio, había ideado en secreto un diseño de motor diferente, conocido como Rover B.26, que creían que era superior), llevó a Rover a entregar su parte en el proyecto del motor a reacción y la fábrica de Barnoldswick a Rolls-Royce, a cambio de la fábrica de motores de tanque Meteor, situada en Ascot Road, Nottingham. Este intercambio fue el resultado de un acuerdo entre Spencer Wilks de Rover y Ernest Hives de Rolls-Royce, al que se llegó en el Swan and Royal, un hotel local de Clitheroe.
La fecha de entrega oficial fue el 1 de abril de 1943, aunque se produjo una considerable superposición entre las dos empresas, y varios empleados clave de Rover como Adrian Lombard y John Herriot (este último destinado en comisión de servicio desde el Departamento de Inspección del Ministerio del Aire), se trasladaron a Rolls-Royce. A cambio del proyecto de motor a reacción y sus instalaciones, Rover recibió el contrato y el equipo de producción para fabricar los motores de tanque Meteor, que continuó hasta 1964. Aunque Rolls-Royce, bajo la dirección de Stanley Hooker, tuvo una pronta posibilidad de comenzar a producir el Motor W.2B/23, diseñado por Whittle (conocido dentro de Rover como B.23, y denominado más tarde por Rolls-Royce como Welland), evaluaron los 4 motores Rover W.2B/B.26 rediseñados por Lombard y Herriot en el momento de la prueba, y seleccionaron el diseño de Rover para su propio desarrollo de motor a reacción (que se convirtió en el motor Rolls-Royce Derwent).
Después de la Segunda Guerra Mundial, la compañía abandonó la calle Helen y compró sus dos "factorías en la sombra". Acocks Green continuó por un tiempo fabricando motores Meteor para tanques como el Centurion y el Conqueror, y Solihull se convirtió en el nuevo centro de fabricación de vehículos, con producción desde 1947. Este fue el año en que Rover produjo el Rover 12 Sports Tourer. Se construyeron 200 automóviles para el mercado de exportación, pero todos tenían el volante a la derecha, por lo que muchas unidades se quedaron en el Reino Unido. Solihull se convertiría en la sede de Land Rover.

### Coches experimentales

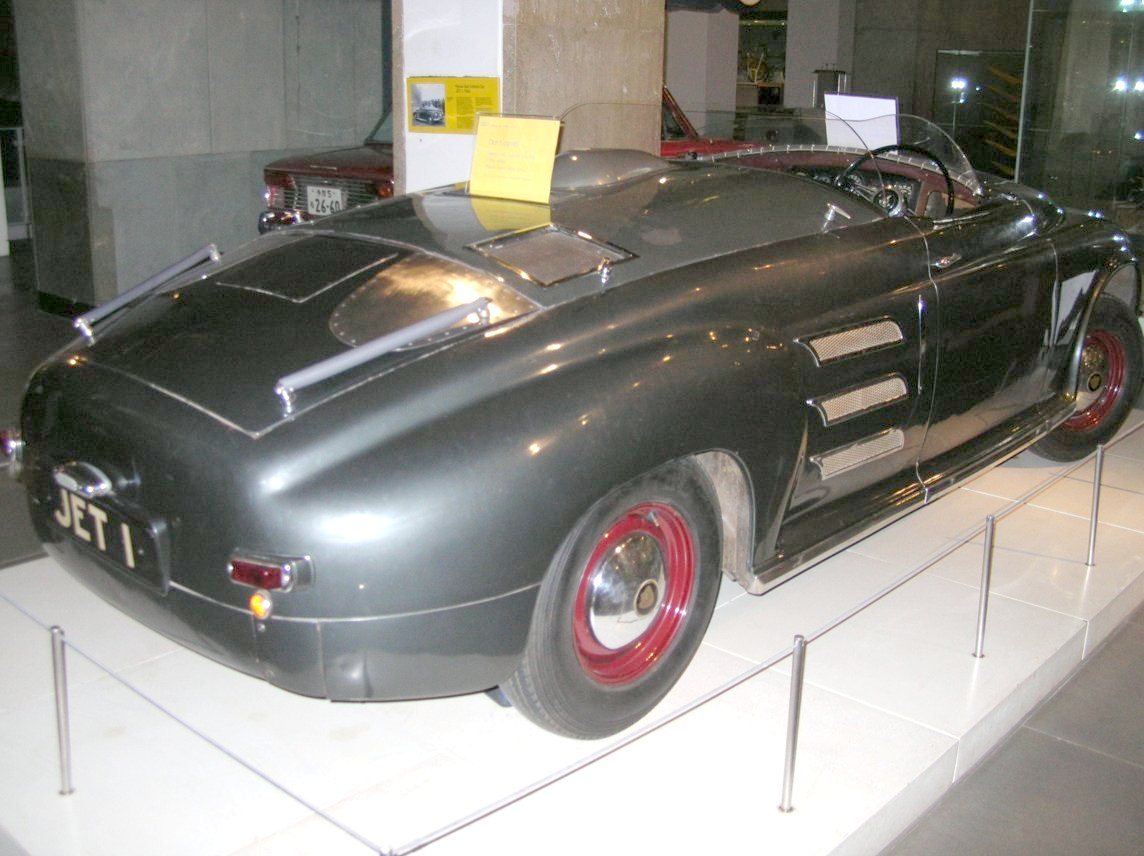
Rover Jet 1

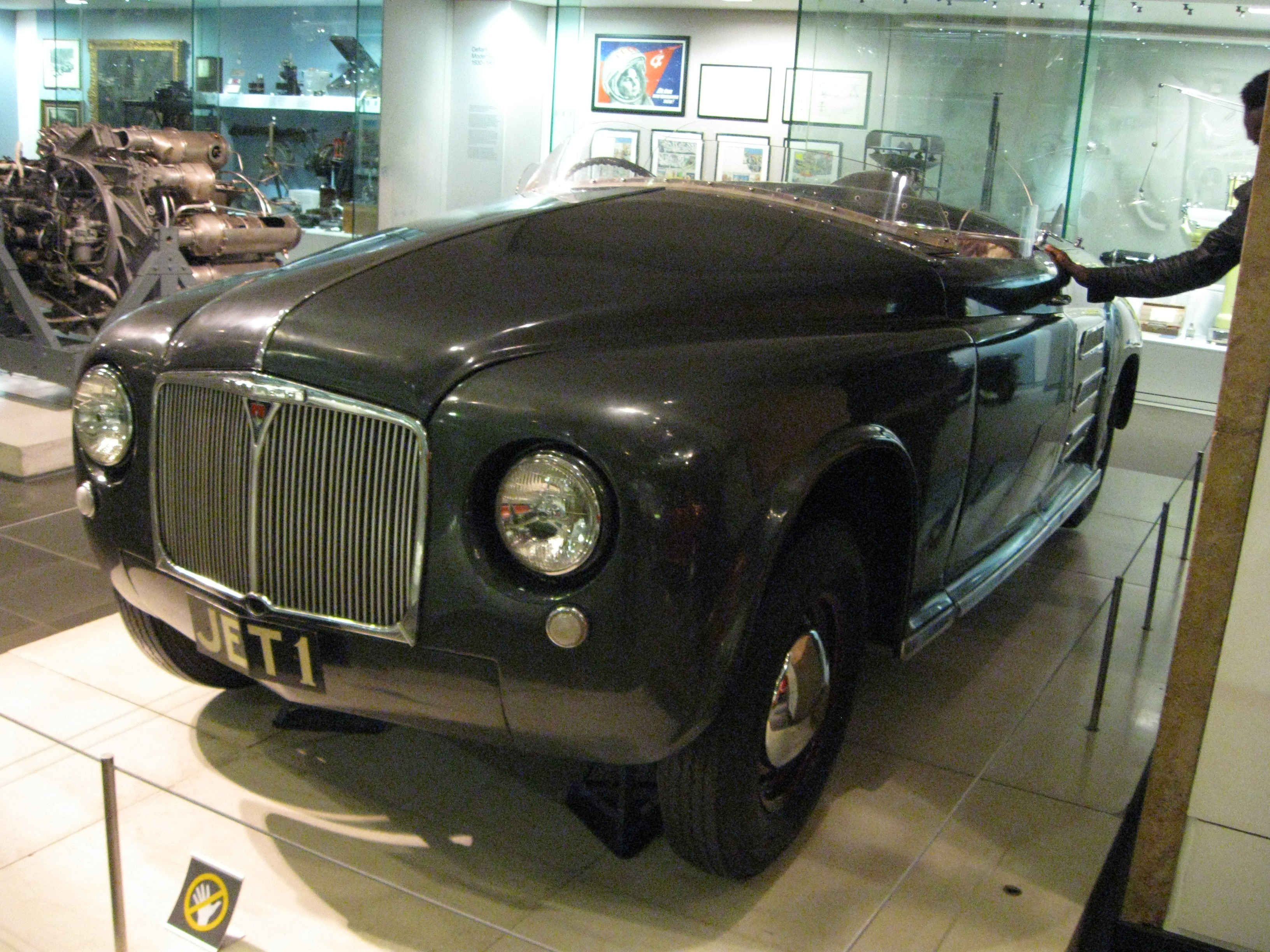
Vehículo experimental con turbina de gas

A pesar de las dificultades experimentadas con el proyecto del motor a reacción, Rover estaba interesado en el desarrollo del motor de turbina de gas para impulsar vehículos. En 1945, Rover contrató a los ingenieros Frank Bell y Charles Spencer King procedentes de Rolls-Royce para ayudar a Maurice Wilks en el desarrollo de la turbinas de gas para la industria automotriz. En 1949, el equipo desarrolló una turbina que funcionaba a 55.000 rpm, capaz de rendir más de 100 caballos (74,6 kW), y que podía funcionar con gasolina, queroseno o gasóleo.
Los primeros motores de turbina de Rover consumían combustible a una tasa mucho mayor que los motores de pistón, con un gasto equivalente a 47,08 litros/100 km. Aunque el consumo de combustible se redujo más tarde con un intercambiador de calor, nunca fue tan bajo como el de los motores de pistón contemporáneos.
En marzo de 1950, Rover mostró al público el prototipo Jet 1, el primer automóvil con un motor turbina de gas. El Jet 1, un automóvil de turismo de dos asientos, tenía el motor colocado detrás de los asientos, rejillas de admisión de aire en ambos lados, y salidas de escape en la parte superior de la cola. Durante las pruebas, el automóvil alcanzó una velocidad máxima de 88 millas por hora (141,6 km/h). Después de mostrarse en el Reino Unido y en los Estados Unidos en 1950, el Jet 1 se desarrolló y se sometió a pruebas de aceleración en la autopista de Jabbeke, en Bélgica, en junio de 1952, donde superó 150 millas por hora (241,4 km/h). Actualmente, el Jet 1 se exhibe en el Museo de Ciencias de Londres.
Se construyeron cuatro prototipos más: el T2 con motor delantero y T2A con motor trasero, el cupé T3 con tracción a las cuatro ruedas con motor trasero, y el T4 berlina con tracción delantera.
Rover y el equipo BRM de Fórmula 1 unieron fuerzas para producir el Rover-BRM, un prototipo deportivo con turbina de gas que participó en las 24 Horas de Le Mans de 1963, conducido por Graham Hill y Richie Ginther. El coche promedió 107.8 mph (173 km/h), con una velocidad máxima de 142 mph (229 km/h).
Rover también desarrolló varios proyectos experimentales de motor diésel en relación con Land Rover. La unidad diésel de 52 caballos (38,8 kW) y 2 litros de cilindrada diseñada y construida por Rover para su vehículo de tracción en las cuatro ruedas entró en producción en 1956 y fue uno de los primeros motores diésel de alta velocidad modernos de Gran Bretaña. Se emprendieron proyectos experimentales para mejorar la entrega de potencia del motor, sus cualidades de funcionamiento y las tolerancias del combustible. Los requisitos del Ejército Británico llevaron al desarrollo de una versión para varios combustibles de la variante de 2.25 litros del motor en 1962, que podía funcionar con gasolina, gasóleo, combustible de turbina de aviación o queroseno. Sin embargo, la potencia del motor cuando funcionaba con combustible de baja calidad era demasiado baja para los requerimientos del Ejército. Rover desarrolló a mediados de la década de 1960 una versión turbodiésel de su motor altamente avanzada para la época, para impulsar sus diseños experimentales de Land Rover de alto rendimiento. Este motor de 2.5 litros utilizaba un turbocompresor construido por la división de turbinas de gas de Rover, así como un intercooler. Esta fue una de las primeras veces que estas características se incorporaron a una unidad diésel de tan pequeña cilindrada, pero finalmente no fueron adoptadas.
Después de la toma de control por parte de Leyland Motor Corporation, la turbina de gas Rover se utilizó en varios camiones Leyland, incluido uno exhibido en el Salón Comercial de 1968. Las turbinas de gas de Rover también accionaron el primer Advanced Passenger Train.

### Años dorados

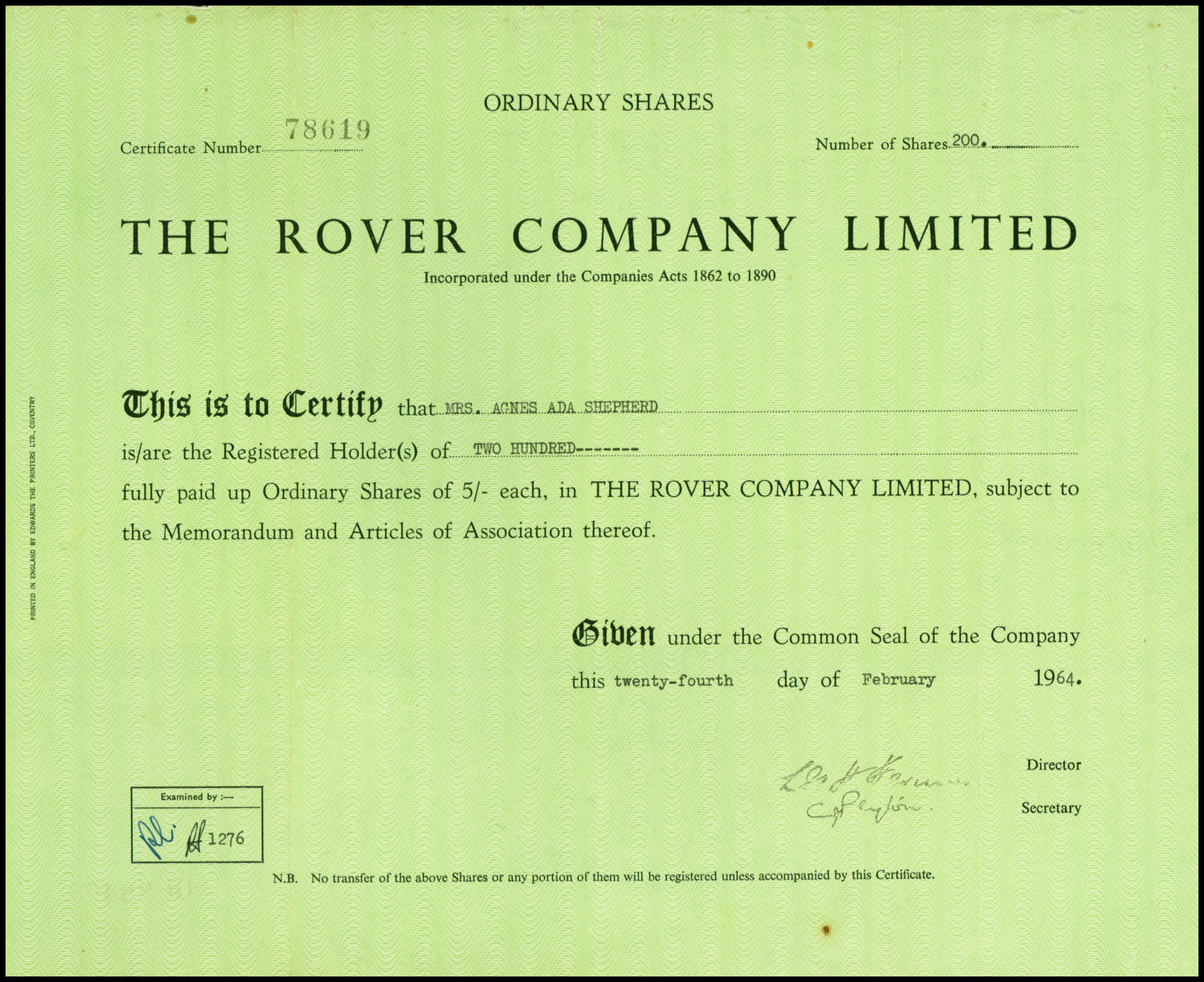
Participación de Rover Company, fechada el 24 de febrero de 1964

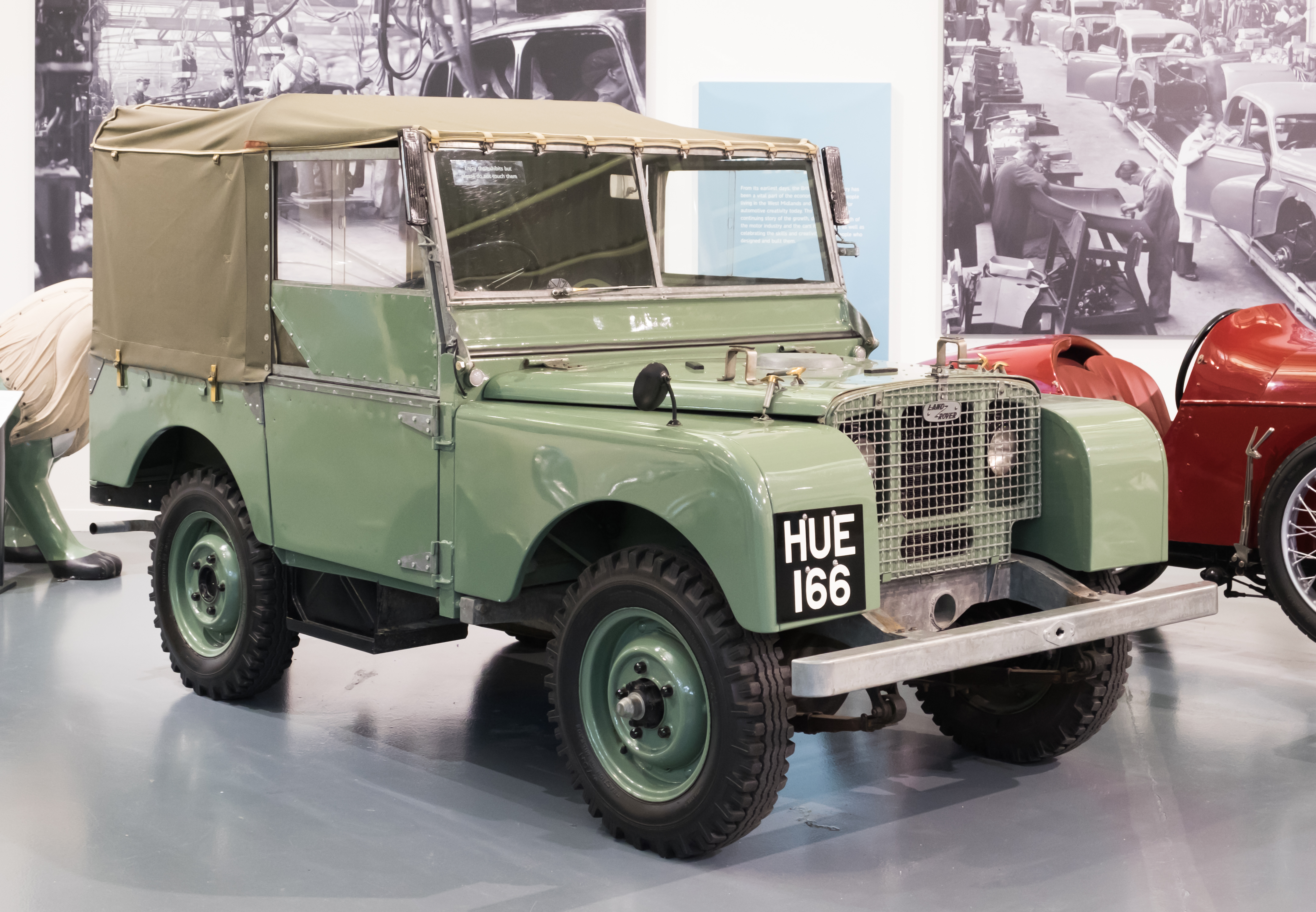
El primer Land Rover producido (HUE 166) de 1948

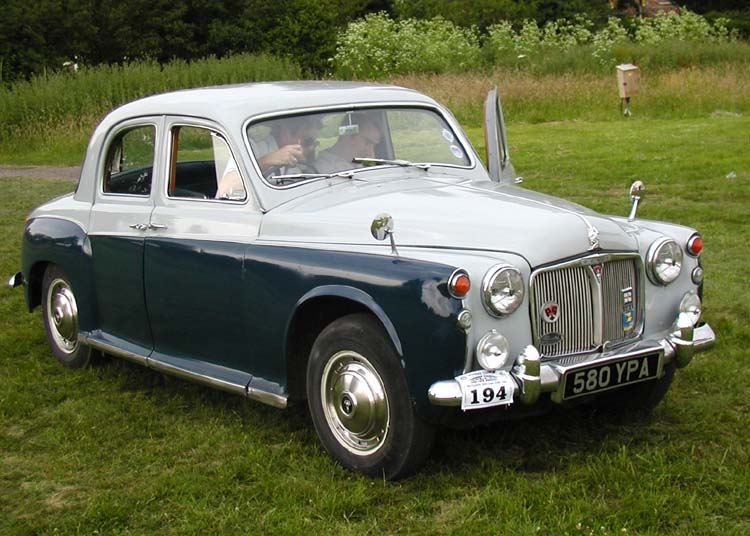
Rover 80 de 1962

Los años 1950 y 1960 fueron años fructíferos para la empresa. El Land Rover se convirtió en un gran éxito (a pesar de la reputación de Rover de crear salones de lujo, el utilitario Land Rover fue en realidad el mayor vendedor de la compañía en los años '50, '60 y '70), así como los salones P5 y P6 equipados con un motor de aluminio V8 de 3.5 litros, cuyo diseño lo adquirió Buick.
A medida que se acercaban los años 1960, Rover estaba trabajando en varios proyectos innovadores. Habiendo comprado la compañía Alvis Car and Engineering Company Ltd en 1965, Rover estaba trabajando en un automóvil superdeportivo con motor V8 para vender bajo el nombre de Alvis. El prototipo, llamado P6BS, se completó y se elaboró la propuesta de diseño e ingeniería, plasmada en el P9. Rover también estaba trabajando en el proyecto P8, cuyo objetivo era reemplazar el gran salón P5 existente con un diseño moderno similar en concepto a un P6 ampliado.
Cuando Leyland Motor Corporation se unió a British Motor Holdings, Rover y Jaguar se convirtieron en socios corporativos, estos proyectos se cancelaron para evitar la competencia interna con los productos de Jaguar. El P8 en particular se canceló en una etapa muy tardía de preparación. Rover ya había pedido los troqueles y el equipo de estampado para hacer los paneles de la carrocería del automóvil en la Pressed Steel cuando se le ordenó que dejara de trabajar.
La empresa continuó desarrollando su 'Station Wagon de 100 pulgadas', que se convirtió en el innovador Range Rover, lanzado en 1970. Este también usó el motor V8 de Buick, así como el innovador diseño de la estructura de la carrocería del marco de seguridad y las características del P6, como la tracción en las cuatro ruedas permanente y unos versátiles frenos de disco. El Range Rover se diseñó inicialmente como un vehículo utilitario que podía ofrecer la capacidad todo terreno del Land Rover, pero en un paquete más refinado y similar a un turismo.

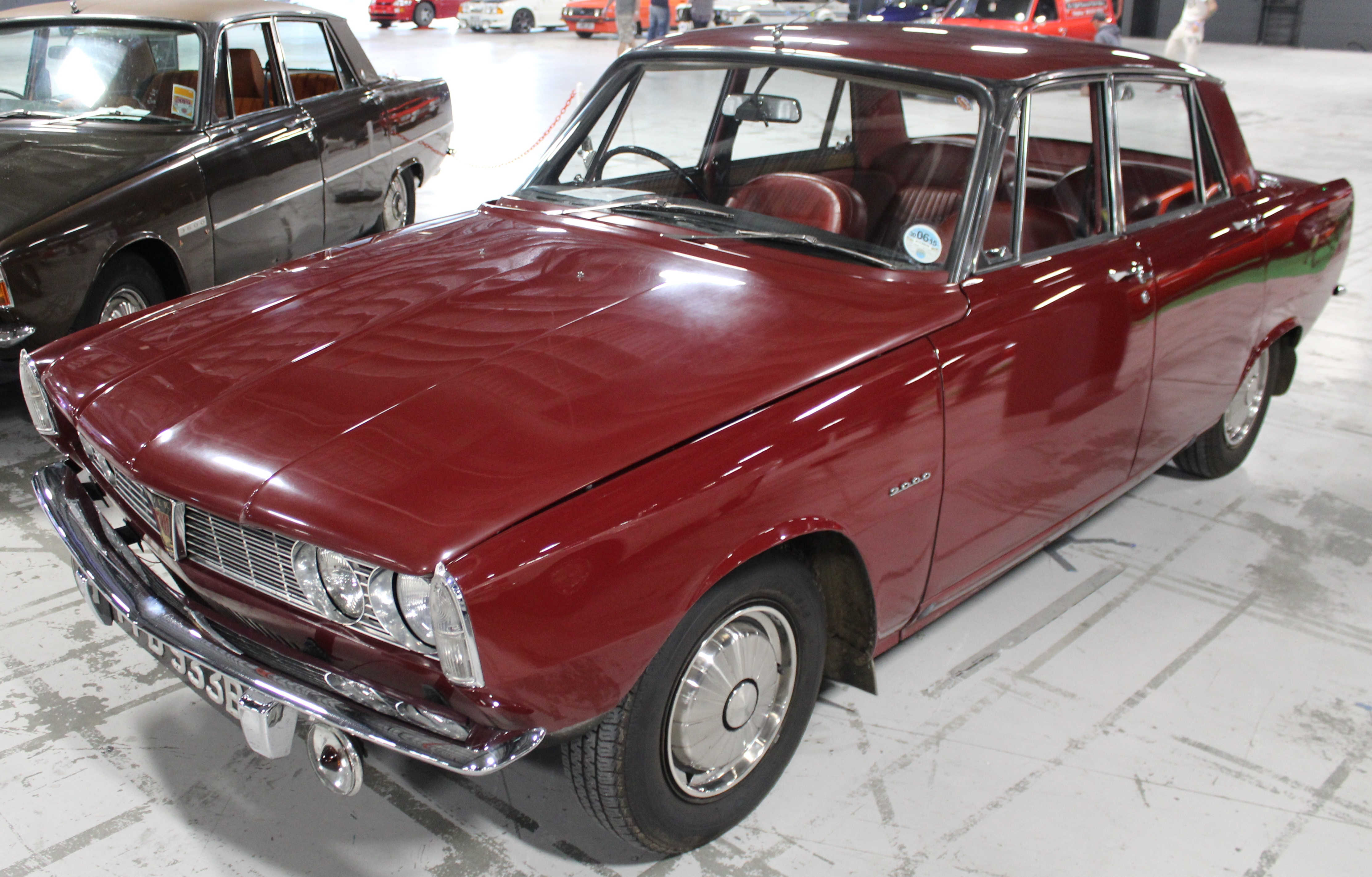
Rover 2000 de 1964

### Fusiones con Leyland Motor Corporation y British Leyland

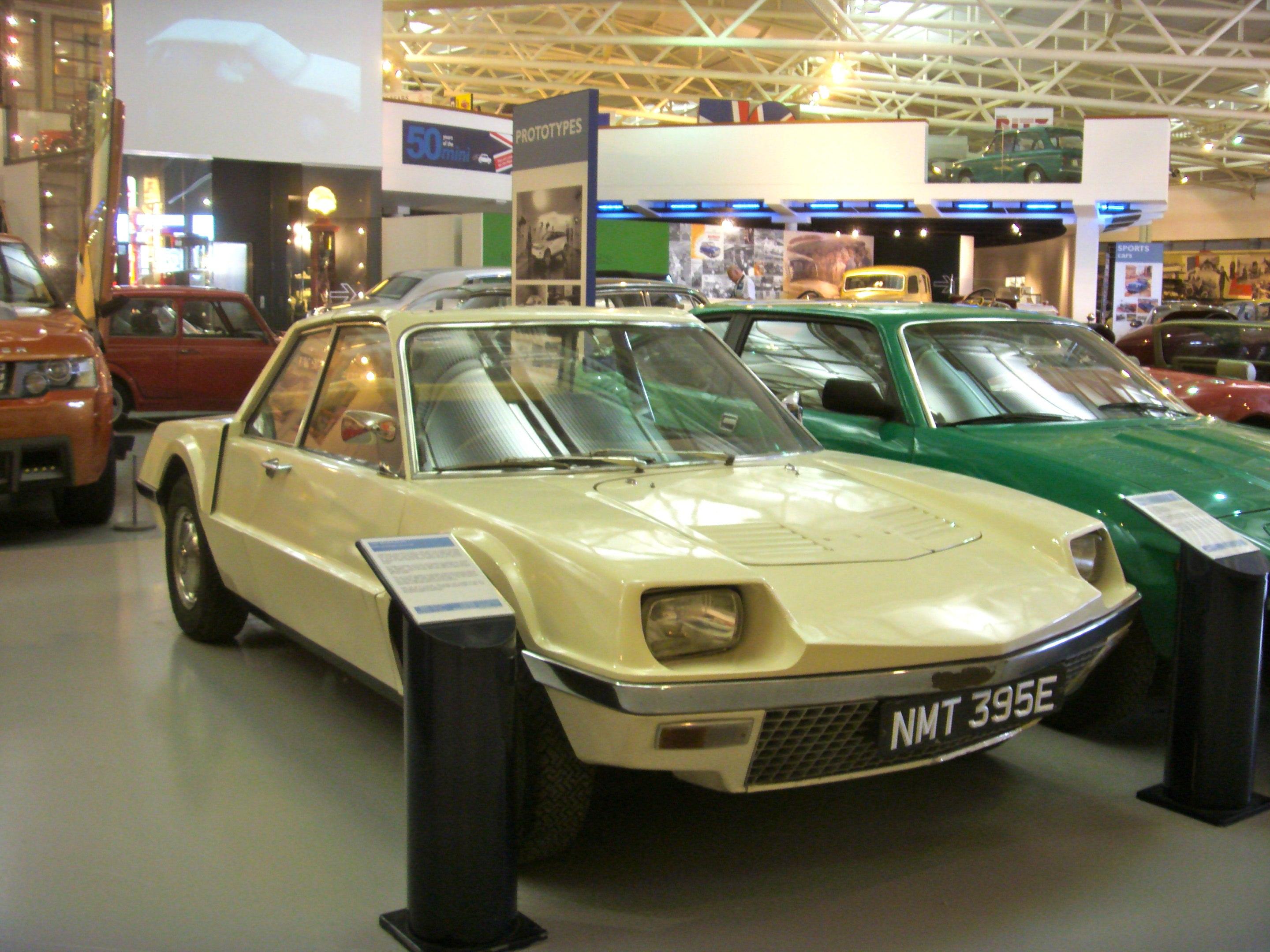
Este prototipo de Rover para un automóvil deportivo de gama media se mostró a la prensa en 1967, pero la política a raíz de la fusión con BLMC se interpuso en el camino, y el modelo nunca entró en producción

En 1967, Rover se convirtió en parte de Leyland Motor Corporation, que ya era propietaria de Triumph. Al año siguiente, Leyland Motor Corporation se fusionó con British Motor Holdings para convertirse en British Leyland Motor Corporation. Este fue el principio del fin de Rover como compañía independiente, ya que el legado de la empresa de Solihull se diluyó en el caos de las relaciones industriales y de los problemas de gestión que afectaron a la industria automovilística británica en los años setenta.

## Modelos

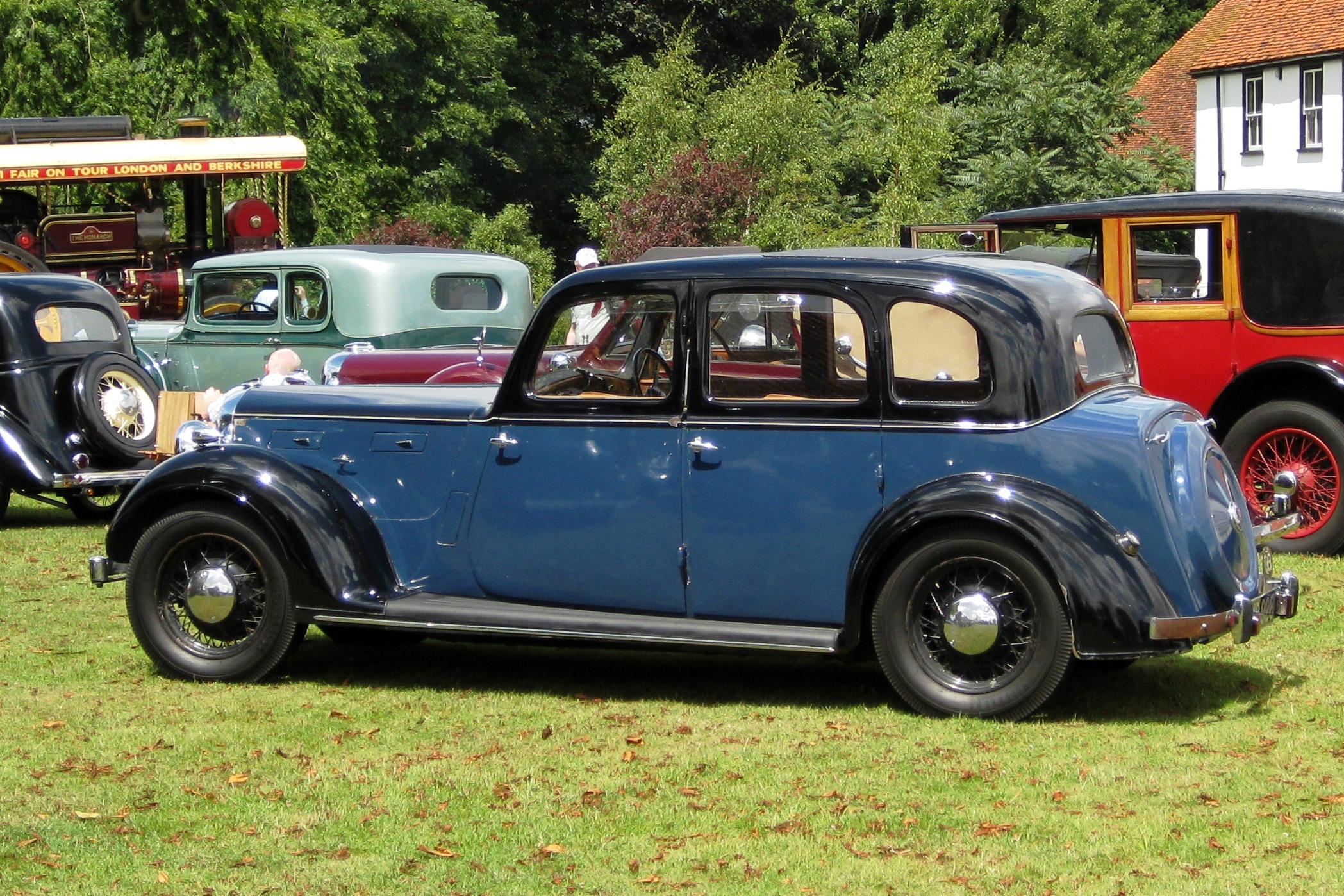
Un Rover 16 de 1938

### Lanzados siendo la compañía Rover independiente (1904–1967)
- 1904–1912: Rover 8
- 1906–1910: Rover 6
- 1906–1907: Rover 10/12
- 1906–1910: Rover 16
- 1906–1910: Rover 20
- 1909–1912: Rover 12 de 2 cilindros
- 1908–1911: Rover 15
- 1910–1912: Rover 12 con válvula de camisa
- 1912–1913: Rover 18
- 1912–1923: Rover 12 Clegg
- 1919–1925: Rover 8
- 1922–1923: Rover 6/21
- 1924–1927: Rover 9/20
- 1925–1927: Rover 14/45
- 1926–1929: Rover 16/50
- 1929–1930: Rover Light Six
- 1930–1931: Rover Light Twenty
- 1927–1947: Rover 10
- 1927–1932: Rover 2-Litre
- 1932–1934: Rover Meteor de 16CV o 20CV
- 1931–1940: Rover Speed 20
- 1932–1933: Rover Pilot/Speed Pilot
- 1932–1932: Rover Scarab
- 1934–1947: Rover 12
- 1934–1947: Rover 14 y 14 Speed
- 1937–1947: Rover 16
- 1947–1948: Rover 12 Sports Tourer
- 1948–1978: Land Rover I, II, III: en 1978, British Leyland estableció Land Rover Limited como una subsidiaria separada; se hizo cargo de la producción de Land Rover
- 1948–1949: Rover P3
- 1949–1964: Rover P4
- 1958–1973: Rover P5 de 3 litros y 3.5 litros
- 1963–1976: Rover P6

## Cambios empresariales
- 1887-1967: Rover se fundó como una fábrica de bicicletas en 1885. Tras iniciarse en la fabricación de motocicletas, entre 1900 y 1905 comenzó a producir automóviles.
- 1967-1982: fue vendida a Leyland Motor Corporation en 1967, que ya había adquirido Triumph Motor Company siete años antes. Inicialmente, Rover mantuvo un cierto nivel de autonomía dentro del conglomerado de Leyland, pero en 1978, la casa matriz, por entonces British Leyland, tuvo graves dificultades financieras y fue nacionalizada por el Gobierno del Reino Unido.
- 1982-1994: en 1982 se privatizó de nuevo, creándose el Austin Rover Group. En esta compañía se agruparon las principales marcas antiguas de la ex-British Leyland (Austin, Jaguar Cars, Land Rover, MG, Mini y la propia Rover), además de las difuntas marcas de la BL. La mayoría de los activos de la antigua Rover Company se dividen de nuevo en 1986, creándose el Rover Group plc y una nueva filial denominada "Land Rover Ltd". La propia marca Rover siguió utilizándose en otros productos de British Leyland, que dependían en gran medida de la ingeniería de Honda, que adquirió un 20 % de las acciones de la compañía. Rover, finalmente, se convirtió en la marca más prolífica dentro de British Leyland y dio su nombre a todo el conglomerado de marcas, incluido dentro del Rover Group en 1986, y del que Land Rover formó parte.
- 1994-2000: en 1994 BMW se hizo cargo del Grupo Rover, propiciando la salida de Honda. Sin embargo, los resultados de esta operación no fueron los esperados y, tan solo 6 años después, la compañía alemana disgregó la firma británica en 2000 para proceder a su venta.
- 2000-2005: la empresa fue adquirida por un grupo de cuatro empresarios de Birmingham, que pagaron un precio simbólico. Para intentar reflotarla, crearon el MG Rover Group, que tampoco obtuvo los resultados previstos.
- 2005: una nueva quiebra llevó a la venta de los activos de la compañía, que han pasado por las manos de Ford, de la empresa china SAIC y de la india Tata. Hoy en día, la marca Rover está inactiva y actualmente es propiedad del sucesor "de facto" de la Rover Company, Jaguar Land Rover, que opera fuera de la planta en Solihull.

## Línea Temporal
| 1885                  | 1896                  | 1901                  | 1904                  | 1905                  | 1910                  | 1913                  | 1922                  | 1930                  | 1951                  | 1952                      | 1961                      | 1962                      | 1965                      | 1966                      | 1967                      | 1968                              | 1981                              | 1982               | 1985               | 1986             | 1987             | 1993             | 1999                            | 2000                            | 2005                                  | 2006                                  | 2010                                  | 2011                                  | Presente                              |
| --------------------- | --------------------- | --------------------- | --------------------- | --------------------- | --------------------- | --------------------- | --------------------- | --------------------- | --------------------- | ------------------------- | ------------------------- | ------------------------- | ------------------------- | ------------------------- | ------------------------- | --------------------------------- | --------------------------------- | ------------------ | ------------------ | ---------------- | ---------------- | ---------------- | ------------------------------- | ------------------------------- | ------------------------------------- | ------------------------------------- | ------------------------------------- | ------------------------------------- | ------------------------------------- |
| Triumph Motor Company | Triumph Motor Company | Triumph Motor Company | Triumph Motor Company | Triumph Motor Company | Triumph Motor Company | Triumph Motor Company | Triumph Motor Company | Triumph Motor Company | Triumph Motor Company | Triumph Motor Company     | Triumph Motor Company     | Leyland Motor Corporation | Leyland Motor Corporation | Leyland Motor Corporation | Leyland Motor Corporation | British Leyland Motor Corporation | British Leyland Motor Corporation | Austin Rover Group | Austin Rover Group | Rover Group plc  | Leyland DAF      | Leyland DAF      | LDV Group (Paccar)              | LDV Group (Paccar)              | Roewe - MG Motor - Maxus (SAIC Motor) | Roewe - MG Motor - Maxus (SAIC Motor) | Roewe - MG Motor - Maxus (SAIC Motor) | Roewe - MG Motor - Maxus (SAIC Motor) | Roewe - MG Motor - Maxus (SAIC Motor) |
|                       | Leyland Motor Ltd.    | Leyland Motor Ltd.    | Leyland Motor Ltd.    | Leyland Motor Ltd.    | Leyland Motor Ltd.    | Leyland Motor Ltd.    | Leyland Motor Ltd.    | Leyland Motor Ltd.    | Leyland Motor Ltd.    | Leyland Motor Ltd.        | Leyland Motor Ltd.        | Leyland Motor Corporation | Leyland Motor Corporation | Leyland Motor Corporation | Leyland Motor Corporation | British Leyland Motor Corporation | British Leyland Motor Corporation | Austin Rover Group | Austin Rover Group | Rover Group plc  | Rover Group plc  | Rover Group plc  | MG Rover Group                  | MG Rover Group                  | Roewe - MG Motor - Maxus (SAIC Motor) | Roewe - MG Motor - Maxus (SAIC Motor) | Roewe - MG Motor - Maxus (SAIC Motor) | Roewe - MG Motor - Maxus (SAIC Motor) | Roewe - MG Motor - Maxus (SAIC Motor) |
|                       |                       | Rover Company         |                       |                       |                       |                       |                       |                       |                       |                           |                           | Leyland Motor Corporation | Leyland Motor Corporation | Leyland Motor Corporation | Leyland Motor Corporation | British Leyland Motor Corporation | British Leyland Motor Corporation | Austin Rover Group | Austin Rover Group | Rover Group plc  | Rover Group plc  | Rover Group plc  | MG Rover Group                  | MG Rover Group                  | Roewe - MG Motor - Maxus (SAIC Motor) | Roewe - MG Motor - Maxus (SAIC Motor) | Roewe - MG Motor - Maxus (SAIC Motor) | Roewe - MG Motor - Maxus (SAIC Motor) | Roewe - MG Motor - Maxus (SAIC Motor) |
|                       | Riley Motors          | Riley Motors          | Riley Motors          | Riley Motors          | Riley Motors          | Riley Motors          | Riley Motors          | Riley Motors          | Riley Motors          | British Motor Corporation | British Motor Corporation | British Motor Corporation | British Motor Corporation | British Motor Holdings    | British Motor Holdings    | British Leyland Motor Corporation | British Leyland Motor Corporation | Austin Rover Group | Austin Rover Group | Rover Group plc  | Rover Group plc  | Rover Group plc  | MG Rover Group                  | MG Rover Group                  | Roewe - MG Motor - Maxus (SAIC Motor) | Roewe - MG Motor - Maxus (SAIC Motor) | Roewe - MG Motor - Maxus (SAIC Motor) | Roewe - MG Motor - Maxus (SAIC Motor) | Roewe - MG Motor - Maxus (SAIC Motor) |
|                       |                       | Wolseley Motors       |                       |                       |                       |                       |                       |                       |                       | British Motor Corporation | British Motor Corporation | British Motor Corporation | British Motor Corporation | British Motor Holdings    | British Motor Holdings    | British Leyland Motor Corporation | British Leyland Motor Corporation | Austin Rover Group | Austin Rover Group | Rover Group plc  | Rover Group plc  | Rover Group plc  | MG Rover Group                  | MG Rover Group                  | Roewe - MG Motor - Maxus (SAIC Motor) | Roewe - MG Motor - Maxus (SAIC Motor) | Roewe - MG Motor - Maxus (SAIC Motor) | Roewe - MG Motor - Maxus (SAIC Motor) | Roewe - MG Motor - Maxus (SAIC Motor) |
|                       |                       |                       | Austin Motor Company  |                       |                       |                       |                       |                       |                       | British Motor Corporation | British Motor Corporation | British Motor Corporation | British Motor Corporation | British Motor Holdings    | British Motor Holdings    | British Leyland Motor Corporation | British Leyland Motor Corporation | Austin Rover Group | Austin Rover Group | Rover Group plc  | Rover Group plc  | Rover Group plc  | MG Rover Group                  | MG Rover Group                  | Roewe - MG Motor - Maxus (SAIC Motor) | Roewe - MG Motor - Maxus (SAIC Motor) | Roewe - MG Motor - Maxus (SAIC Motor) | Roewe - MG Motor - Maxus (SAIC Motor) | Roewe - MG Motor - Maxus (SAIC Motor) |
|                       |                       |                       |                       | Morris Motors         | Morris Motors         | Morris Motors         | Morris Motors         | Morris Motors         | Morris Motors         | British Motor Corporation | British Motor Corporation | British Motor Corporation | British Motor Corporation | British Motor Holdings    | British Motor Holdings    | British Leyland Motor Corporation | British Leyland Motor Corporation | Austin Rover Group | Austin Rover Group | Rover Group plc  | Rover Group plc  | Rover Group plc  | MINI (BMW)                      | MINI (BMW)                      | MINI (BMW)                            | MINI (BMW)                            | MINI (BMW)                            | MINI (BMW)                            | MINI (BMW)                            |
|                       |                       |                       |                       |                       |                       |                       |                       | MG Cars               | MG Cars               | British Motor Corporation | British Motor Corporation | British Motor Corporation | British Motor Corporation | British Motor Holdings    | British Motor Holdings    | British Leyland Motor Corporation | British Leyland Motor Corporation | Austin Rover Group | Austin Rover Group | Rover Group plc  | Rover Group plc  | Rover Group plc  | Premier Automotive Group (Ford) | Premier Automotive Group (Ford) | Premier Automotive Group (Ford)       | Premier Automotive Group (Ford)       | Jaguar Land Rover (Tata Motors)       | Jaguar Land Rover (Tata Motors)       | Jaguar Land Rover (Tata Motors)       |
|                       |                       |                       |                       |                       | Jaguar Cars Ltd.      | Jaguar Cars Ltd.      | Jaguar Cars Ltd.      | Jaguar Cars Ltd.      | Jaguar Cars Ltd.      | Jaguar Cars Ltd.          | Jaguar Cars Ltd.          | Jaguar Cars Ltd.          | Jaguar Cars Ltd.          | British Motor Holdings    | British Motor Holdings    | British Leyland Motor Corporation | British Leyland Motor Corporation | Jaguar Cars Ltd.   | Jaguar Cars Ltd.   | Jaguar Cars Ltd. | Jaguar Cars Ltd. | Jaguar Cars Ltd. | Premier Automotive Group (Ford) | Premier Automotive Group (Ford) | Premier Automotive Group (Ford)       | Premier Automotive Group (Ford)       | Jaguar Land Rover (Tata Motors)       | Jaguar Land Rover (Tata Motors)       | Jaguar Land Rover (Tata Motors)       |
|                       |                       |                       |                       |                       | Aston Martin          | Aston Martin          | Aston Martin          | Aston Martin          | Aston Martin          | Aston Martin              | Aston Martin              | Aston Martin              | Aston Martin              | Aston Martin              | Aston Martin              | Aston Martin                      | Aston Martin                      | Aston Martin       | Aston Martin       | Aston Martin     | Aston Martin     | Aston Martin     | Premier Automotive Group (Ford) | Premier Automotive Group (Ford) | Premier Automotive Group (Ford)       | Premier Automotive Group (Ford)       | Aston Martin plc                      | Aston Martin plc                      | Aston Martin plc                      |